# Kamomé-Dilecta
El equipo Kamomé-Dilecta fue un equipo ciclista francés que compitió profesionalmente entre el 1966 y el 1967. Estuvo dirigido por el exciclista Louis Caput.

## Principales resultados

### A las grandes vueltas
- Vuelta en España
  - 0 participaciones:

- Tour de Francia
  - 1 participaciones (1966)
  - 1 victorias de etapa:
    - 1 el 1966: Pierre Beuffeuil

  - 0 victorias final:
  - 0 clasificaciones secundarias:

- Giro de Italia
  - 0 participaciones

## Composición del equipo
| \| Integrantes del equipo 1966 \| Integrantes del equipo 1966 \| Integrantes del equipo 1966 \| Integrantes del equipo 1966 \| \| Corredor \| Fecha de nacimiento \| Equipo previo \| \| \| --------------------------- \| --------------------------- \| ---------------------------- \| --------------------------- \| \| Jean Anastasi \| 16 de diciembre de 1935 \| \| \| \| Jean Arze \| 30 de septiembre de 1941 \| \| \| \| Maurice Benet \| 5 de noviembre de 1941 \| \| \| \| Pierre Beuffeuil \| 30 de octubre de 1934 \| Ford France-Gitane (1965) \| \| \| Christian Biville \| 1 de agosto de 1943 \| \| \| \| André Darrigade \| 24 de abril de 1929 \| Margnat-Paloma-Inuri (1965) \| \| \| Alain Desplat \| 16 de diciembre de 1941 \| \| \| \| Jean Dupont \| 14 de mayo de 1938 \| \| \| \| Guy Epaud \| 21 de septiembre de 1936 \| \| \| \| Jean Gainche \| 12 de agosto de 1932 \| Mercier-BP-Hutchinson (1965) \| \| \| Raymond Le Breton \| 29 de septiembre de 1941 \| \| \| \| Abel Le Dudal \| 24 de septiembre de 1936 \| \| \| \| Alain Le Grevès \| 12 de octubre de 1939 \| \| \| \| Jean-Claude Lebaube \| 22 de julio de 1937 \| Ford France-Gitane (1965) \| \| \| Gianni Marcarini \| 15 de marzo de 1940 \| \| \| \| Raymond Mastrotto \| 1 de noviembre de 1934 \| \| \| \| Claude Mattio \| 1 de febrero de 1936 \| \| \| \| Joseph Novales \| 23 de julio de 1937 \| Margnat-Paloma-Inuri (1965) \| \| \| Raymond Reaux \| 18 de diciembre de 1940 \| \| \| \| Louis Rostollan \| 1 de enero de 1936 \| Ford France-Gitane (1965) \| \| \| Jean-Yves Roy \| 4 de julio de 1941 \| \| \| \| Daniel Salmon \| 3 de diciembre de 1940 \| \| \| \| Marcel Seurin \| 6 de marzo de 1941 \| \| \| \| Jean-Pierre Van Haverbecke \| 28 de diciembre de 1939 \| Flandria-Romeo (1965) \| \| \| Paul Vermeulen \| 8 de enero de 1938 \| \| \| \| \| \| \| \| \| Fuente: Cycling Archives \| \| \| \|Nota: Jean Anastasi Nota: Jean Arze Nota: Maurice Benet |                          |                              |  |
| Integrantes del equipo 1966 |                          |                              |  |
| Corredor | Fecha de nacimiento      | Equipo previo                |  |
| Jean Anastasi | 16 de diciembre de 1935  |                              |  |
| Jean Arze | 30 de septiembre de 1941 |                              |  |
| Maurice Benet | 5 de noviembre de 1941   |                              |  |
| Pierre Beuffeuil | 30 de octubre de 1934    | Ford France-Gitane (1965)    |  |
| Christian Biville | 1 de agosto de 1943      |                              |  |
| André Darrigade | 24 de abril de 1929      | Margnat-Paloma-Inuri (1965)  |  |
| Alain Desplat | 16 de diciembre de 1941  |                              |  |
| Jean Dupont | 14 de mayo de 1938       |                              |  |
| Guy Epaud | 21 de septiembre de 1936 |                              |  |
| Jean Gainche | 12 de agosto de 1932     | Mercier-BP-Hutchinson (1965) |  |
| Raymond Le Breton | 29 de septiembre de 1941 |                              |  |
| Abel Le Dudal | 24 de septiembre de 1936 |                              |  |
| Alain Le Grevès | 12 de octubre de 1939    |                              |  |
| Jean-Claude Lebaube | 22 de julio de 1937      | Ford France-Gitane (1965)    |  |
| Gianni Marcarini | 15 de marzo de 1940      |                              |  |
| Raymond Mastrotto | 1 de noviembre de 1934   |                              |  |
| Claude Mattio | 1 de febrero de 1936     |                              |  |
| Joseph Novales | 23 de julio de 1937      | Margnat-Paloma-Inuri (1965)  |  |
| Raymond Reaux | 18 de diciembre de 1940  |                              |  |
| Louis Rostollan | 1 de enero de 1936       | Ford France-Gitane (1965)    |  |
| Jean-Yves Roy | 4 de julio de 1941       |                              |  |
| Daniel Salmon | 3 de diciembre de 1940   |                              |  |
| Marcel Seurin | 6 de marzo de 1941       |                              |  |
| Jean-Pierre Van Haverbecke | 28 de diciembre de 1939  | Flandria-Romeo (1965)        |  |
| Paul Vermeulen | 8 de enero de 1938       |                              |  |
| |                          |                              |  |
| Fuente: Cycling Archives |                          |                              |  |

| \| Integrantes del equipo 1967 \| Integrantes del equipo 1967 \| Integrantes del equipo 1967 \| Integrantes del equipo 1967 \| \| Corredor \| Fecha de nacimiento \| Equipo previo \| \| \| --------------------------- \| --------------------------- \| ------------------------------- \| --------------------------- \| \| Jean Arze \| 30 de septiembre de 1941 \| \| \| \| Maurice Benet \| 5 de noviembre de 1941 \| \| \| \| Pierre Bouton \| 19 de diciembre de 1943 \| \| \| \| Jacques Cadiou \| 11 de diciembre de 1943 \| \| \| \| Albert Frigo \| 4 de octubre de 1943 \| \| \| \| Ferdinand L'Hoste \| 29 de septiembre de 1941 \| \| \| \| Jean-Claude Lebaube \| 22 de julio de 1937 \| Ford France-Gitane (1965) \| \| \| Raymond Mastrotto \| 1 de noviembre de 1934 \| \| \| \| Claude Mattio \| 1 de febrero de 1936 \| \| \| \| Louis Rostollan \| 1 de enero de 1936 \| Ford France-Gitane (1965) \| \| \| Daniel Salmon \| 3 de diciembre de 1940 \| \| \| \| Marcel Seurin \| 6 de marzo de 1941 \| \| \| \| Francis Toussaint \| 19 de junio de 1943 \| Pelforth-Sauvage-Lejeune (1966) \| \| \| \| \| \| \| \| Fuente: Cycling Archives \| \| \| \|Nota: Jean Arze Nota: Maurice Benet Nota: Pierre Bouton Nota: Jacques Cadiou Nota: Albert Frigo Nota: Ferdinand L'Hoste |                          |                                 |  |
| Integrantes del equipo 1967 |                          |                                 |  |
| Corredor | Fecha de nacimiento      | Equipo previo                   |  |
| Jean Arze | 30 de septiembre de 1941 |                                 |  |
| Maurice Benet | 5 de noviembre de 1941   |                                 |  |
| Pierre Bouton | 19 de diciembre de 1943  |                                 |  |
| Jacques Cadiou | 11 de diciembre de 1943  |                                 |  |
| Albert Frigo | 4 de octubre de 1943     |                                 |  |
| Ferdinand L'Hoste | 29 de septiembre de 1941 |                                 |  |
| Jean-Claude Lebaube | 22 de julio de 1937      | Ford France-Gitane (1965)       |  |
| Raymond Mastrotto | 1 de noviembre de 1934   |                                 |  |
| Claude Mattio | 1 de febrero de 1936     |                                 |  |
| Louis Rostollan | 1 de enero de 1936       | Ford France-Gitane (1965)       |  |
| Daniel Salmon | 3 de diciembre de 1940   |                                 |  |
| Marcel Seurin | 6 de marzo de 1941       |                                 |  |
| Francis Toussaint | 19 de junio de 1943      | Pelforth-Sauvage-Lejeune (1966) |  |
| |                          |                                 |  |
| Fuente: Cycling Archives |                          |                                 |  |